# アメーネブルク
アメーネブルク (ドイツ語: Amöneburg, ドイツ語発音: [aˈmøːnəbʊrk]) は、ドイツ連邦共和国ヘッセン州マールブルク＝ビーデンコプフ郡に位置する小都市である。この街は、同名のアメーネブルク城の周りを囲むように山上に造られている。

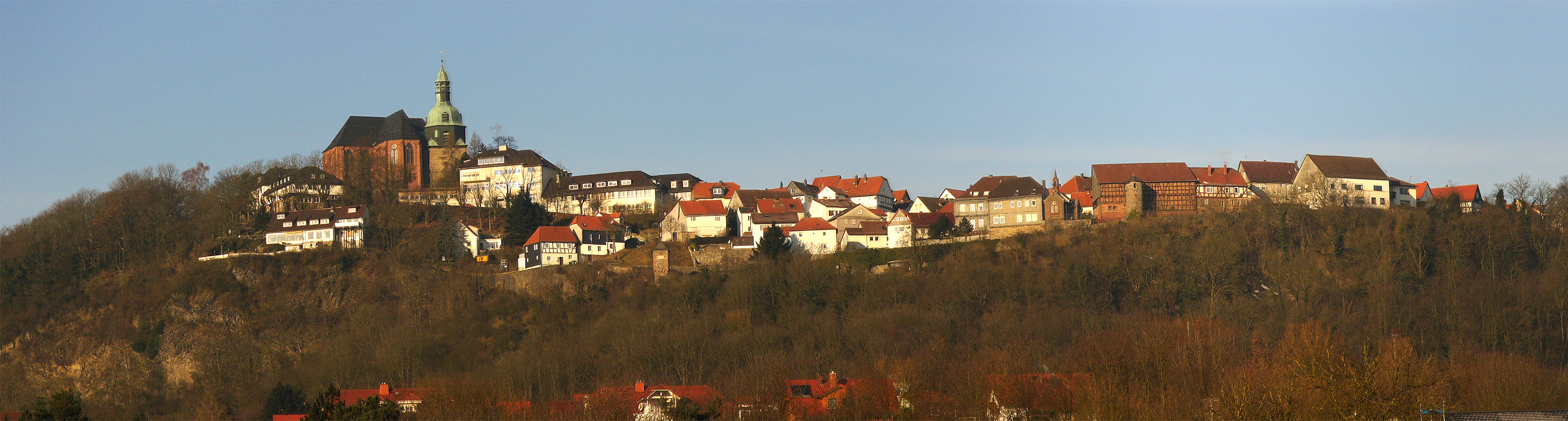
アメーネブルク旧市街は岩山の上に造られている。

## 地理

### 位置
アメーネブルクは、マールブルクから東に約 11 km、ラーン川支流オーム川沿いの玄武岩でできた丸い山の山頂に位置する。この山は、ヘッセン州で一番大きな耕作地の一つであるアメーネブルク盆地にあり、その中の唯一の山がこのアメーネブルクである。この盆地は、ブルクヴァルト（北西）、オーバーヘッシシェ・シュヴェレ（北から南東）、ルムダ高地（フォルデラー・フォーゲルスベルクと呼ばれる、南）、ラーン山地（西）をそれぞれ 5 から 7 km の幅で隔てている。アメーネブルクの麓、オーム川の下流にあたる街の南東にはキルヒハイン/オーム洪水防止用水位調整貯水池がある。

### 気候
年間降水量は 630 mm である。この降水量は、ドイツで下位 1/3 に含まれる。これよりも少ない値を記録しているドイツの気象台は全体の 26 % である。最も乾いた月は 2月、最も降水量が多いのは 5月である。5月には 2月の 1.6 倍の降水がある。降水量はわずかに変動するだけであり、年間を通して極めて均等な値である。これよりも変動の少ないドイツの気象台は、4 % だけである。

### 自治体の構成
- アメーネブルク
- エアフルツハウゼン
- マールドルフ
- ロスドルフ
- リューディヒハイム

リューディヒハイム地区は、盆地の東、中核市区の南東位置する。ロスドルフ、マールドルフ、エアフルツハウゼンは、南部に点在し、ルムダ高地の北に接している。ルムダ高地のマールドルファー・クッペは、高さ 405 m で町内で最も高い。
アメーネブルク市内、中核市区から約 3 km 離れたキルヒハインとの市境には、1928年に合併されたプラウスドルフ城館がある。

### 隣接する市町村
アメーネブルクは、北はキルヒハイン、東はシュタットアレンドルフ（ともにマールブルク＝ビーデンコプフ郡）、南東はホムベルク (オーム)（フォーゲルスベルク郡）、西はエプスドルファーグルント（マールブルク＝ビーデンコプフ郡）と境を接する。

## 歴史

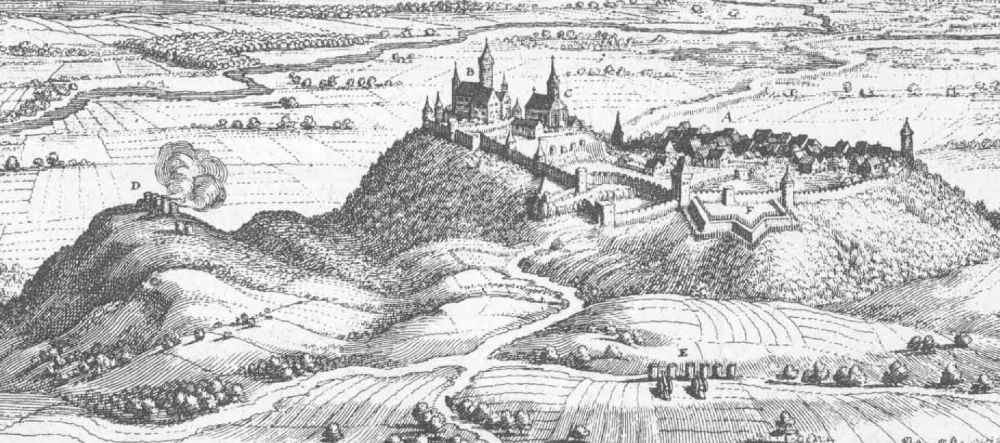
1655年に出版されたマテウス・メーリアンによるアメーネブルクの銅版画

発掘調査は、新石器時代にはこの地域に定住者があったことを示している。ケルト時代には都市（オッピドゥム）があったと推測されている。721年に聖ボニファティウスがアメーネブルク城の麓に小さな修道院と新しい教会を建設し、アイルランド＝スコットランド系修道士が建設した先行する古い教会を改造した。
アメーネブルクの南には12世紀にヴェーニゲンブルクの遺跡がある。
12世紀半ばからヘッセンの大部分はテューリンゲン方伯領となり、その後1247年からヘッセン方伯領となった。両方伯は、15世紀前半までマインツ大司教とヘッセン北中部の覇権を争った。1427年に方伯が最終的な勝利を収めた後も、マインツ選帝侯はいくつかの所領をヘッセン領内に飛び地として所有し続けた。アメーネブルク教区もこうした飛び地の一つであった。
三十年戦争の間、アメーネブルクの市と城は何度も占領された。1621年にクリスティアン・フォン・ブラウンシュヴァイク＝ヴォルフェンビュッテル将軍は市と城を占領した。その翌年に市の防衛施設が再び設けられ、大きな砦が築かれた。こうした防衛施設は、1655年のマテウス・メーリアンの銅版画にも認められる。1640年11月4日に市は皇帝軍によって占領された。しかし1646年6月19日に市はカール・グスタフ・ウランゲルが率いるヘッセン軍とスウェーデン軍によって改めて占領された。
ブリュッカー水車の前に石造りのオーム橋がある。この橋は歴史的に重要な街道の橋であった。ここは、七年戦争の間 1762年にヘッセン、ハノーファー、ブラウンシュヴァイクの連合軍がフランス軍と交戦したことで有名である。1762年9月21日の14時間にわたる戦闘で、両軍から 527人の死者と 1,363人の負傷者がでたが、勝者はなかった。その数週間後に停戦協定が結ばれた。
1803年の帝国代表者会議主要決議に基づき、アメーネブルクは、他のマインツ司教領の飛び地であるフリッツラー、ナウムブルク、ノイシュタットともにいわゆるフリッツラー侯領として統合され、ヘッセン＝カッセル方伯領に編入された。その君主は同じ年に選帝侯に昇格した。1866年のプロイセンによるヘッセン＝カッセル侯領併合によってアメーネブルクはプロイセン領となった。
アメーネブルク近郊には、11世紀から12世紀の水城であるラーデンハウゼン城がある。

### 廃村
アメーネブルク周辺にはブリュック、ブルンスフォルト、ゲレンデ、ホイヒェルハイム、リンダウ、ラーデンハウゼン、ヴァーネフーゼンといった廃村がある。

## 行政

### 議会
アメーネブルクの市議会は、31議席からなる。

### 首長
無所属のミヒャエル・リヒター＝プレッテンベルクは、2005年7月17日の市長選挙決選投票で 58.5 % の票を獲得して初当選した。この選挙の投票率は 69.1 % であった。

### 紋章
この街の紋章は、カトリックの伝統に基づくモチーフが描かれている。すなわち寒さに震える貧しい人に自らのマントを切って与えようとする聖マルティンが描かれている。さらにマインツの輪も描かれている。

## 文化と見所

### 博物館・美術館
アメーネブルク博物館には、アメーネブルク盆地の先史時代・古代史、農耕史、中世の防衛施設と発掘出土品、解説付きの模型やジオラマが展示されている。天井裏のフロアは自然保護インフォメーション・センターとなっている。

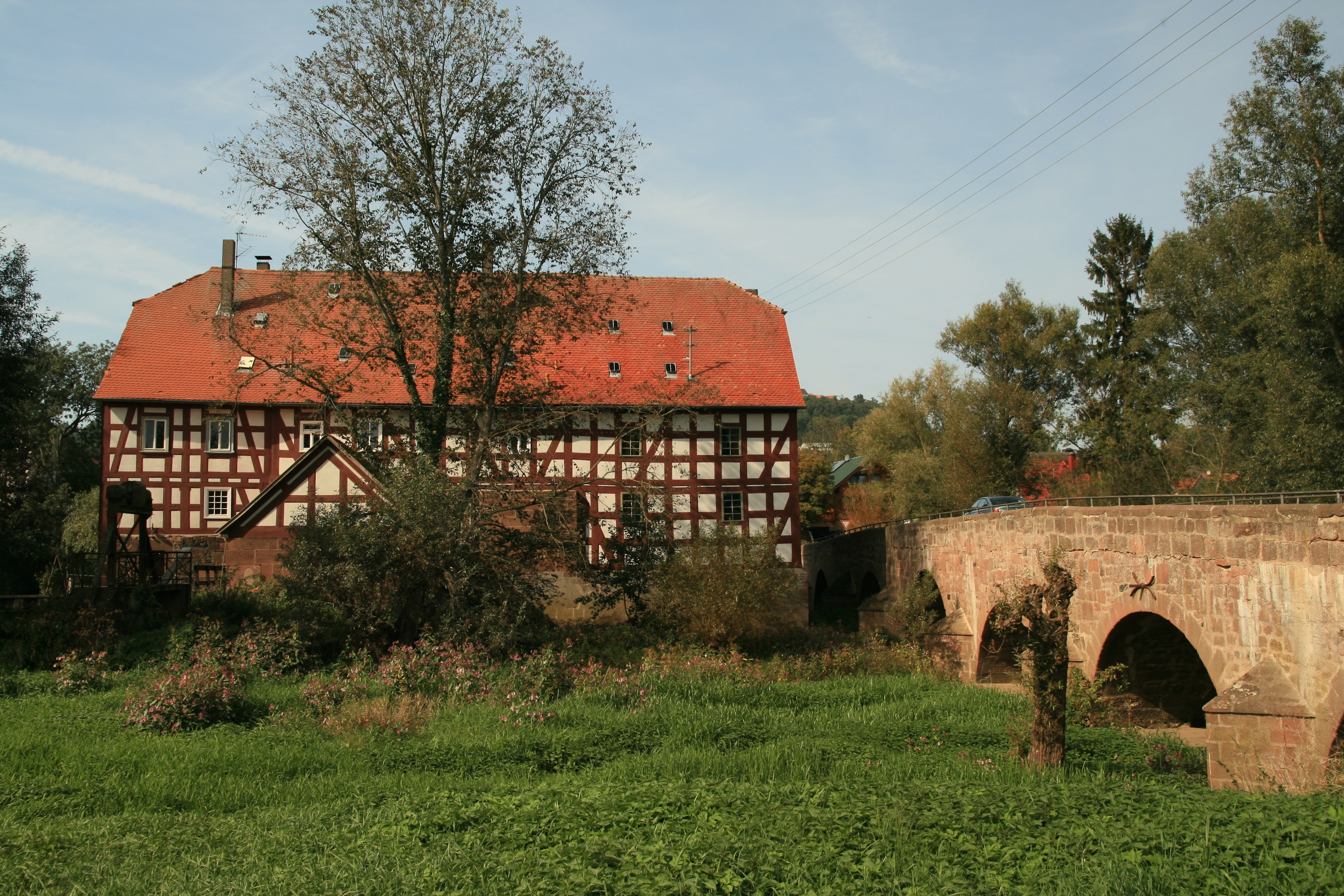
ブリュッカー・ミューレとオーム川に架かる橋

### 見所
アメーネブルク地区の長方形のマルクト広場は、18世紀に現在の形に造られ、1990年から1995年の地方開発プログラム「Einfache Stadterneuerung」（直訳すると「簡素な都市新生」）に従って、徹底的に、元々の姿に合わせて近代化され、修復された。見所は、リンダウアー門に面し、納屋や領主館を有する「マインツァー・ホーフ」である。隣接する教会は、ネオゴシック様式のバシリカ教会である。その北面には、バロック様式のボンネット型屋根を戴いた14世紀の教会塔がある。
山頂の周囲には市壁の大部分が遺されている。市壁の外側を巡る周回路からは周辺の良い眺めが得られる。市壁の 2 つの塔が遺されている。市壁は約 12 ha の土地を囲んでおり、アメーネブルク城につながっている。「ブルクホーフ・アム・リンダウアー・トーア」とヴェーニゲンブルクの 2 つの家臣の館跡がある。周辺の歴史的重要性の他に、アメーネブルク自然保護地区はヘッセンの自然保護地区の中で最も古いものとして知られており、自然学習路で見学することが可能である。特に重要なのは、西斜面とヴェーニゲンブルクの斜面の痩せた草地の植生である。この地区に関する情報は、木組みの市庁舎の近くにある自然保護インフォメーション・センターで得ることができる。
岩山の南東の麓に、歴史的な水車「ブリュッカー・ミューレ」がある。七年戦争の際、1762年9月21日にフランス軍とプロイセンを支援する軍勢との間で、多大な戦死者・負傷者を出した戦闘「ブリュッカー・ミューレの戦い」が行われた。水車小屋と隣り合った「ブリュッカー・ヴィルトハウス」（旅館）の中庭にはバロック様式のオベリスク「フリーデンシュタイン」（平和の碑）がある。これは、この旅館で非公開の和平交渉が行われたことを記念するものである。ブリュッカー・ミューレの水車は、元々は穀物を碾くために用いられていた。後にアメーネブルクに水を供給するためのポンプ場として利用された（ポンプ施設は水車小屋の中に見ることができる）。水車自体は現在、発電に用いられており、粉挽きに用いられることはない。ブリュッカー・ミューレとブリュッカー・ヴィルトハウスの建物は、現在、自然食品販売店および自然食レストラン/カフェとなっている。
中核市区以外で重要なのは、1928年にアメーネブルクに編入されたプラウスドルフ城で、16世紀に建設された部分を遺しているが、内部に立ち入ることはできない。
- マルクト広場に面した木組み建築
- アメーネブルクの教会（洗礼者聖ヨハネ教会）
- アメーネブルクの市壁
- 市壁の塔
- アメーネブルク城趾
- アメーネブルク周回路
- アメーネブルク周回路からの眺望
- プラウスドルフ城

### 年中行事
- キルメス[訳注 1]（毎年8月最終週末）
- アメーネブルクのラテン週間（毎年開催される。ヘッセンの夏祭り）
- エアフルツハウゼンのキルメス（7月の第2週末）
- マールドルフのキルメス（10月の第1週末）

2008年からマールブルクの新植物園で開催されている野外ショートフィルム・フェスティバル「オープン・アイ」は、2007年までの10年間アメーネブルク城趾で開催されていた。

## 経済と社会資本

### 交通
アメーネブルク集落のやや北側を連邦道 B62号線が通っている。この道路は、シュヴァルムシュタットへ向かう B454号線およびマールブルク方面では B3号線に接続する。鉄道網には、アメーネブルクの北 5 km のキルヒハインからアクセスする。

## 人物

### 出身者
- ヨハネス・フェラリウス（1486年頃 - 1558年）法律家、神学者、哲学者

### ゆかりの人物
- ルートヴィヒ・シック（1949年 - ）バンベルク大司教。アメーネブルクの聖ヨハネ教会付属学校で学んだ。

## 訳注
1. ↑  キルメス (ドイツ語: Kirmes) は教会開基祭を起源とする民俗祭である。